# Otter
Otter er en kaproningsbåd, som roes af otte personer med en åre hver. Dette er den eneste bådklasse i international konkurrence i roning, som har en cox (styrmand/-kvinde). Båden er ca. 17,5 m lang. Klassen er olympisk både for kvinder og mænd.